# Vitatípusok
A viták minden esetben valamilyen konfliktus szituáción alapulnak. Különböző vitatípusokról beszélünk aszerint, hogy mi az  uralkodó konfliktus a vitában, ez lehet az álláspontok, a különböző érdekek, vélemények vagy éppen érzelmek különbsége is. A  vitatípusok a gyakorlatban sokszor együtt jelennek meg. 

## Nem formális viták

### Veszekedés
Az ilyen típusú vitákban a kiinduló konfliktust általában az egyik - esetlegesen mindkettő - félben kialakuló érzelmi feszültség okozza. Alapvető funkciója ennek a feszültségnek a levezetése a másik fél legyőzése által, bármi áron. Legfőbb jellemzője a vádaskodás, az egyes perspektívák kiegyensúlyozatlansága, és túlzott személyes támadások, amiket később megbánunk, hiszen elferdített nézőpontokat tükröznek, melyeket valójában nem úgy gondoltunk, vagy a vitapartnerünk nem érdemelt meg.
Látszólagosan elhangozhatnak érvek, de a veszekedés során a logikának ténylegesen kevés szerep jut. Sokszor a lehető legrosszabb érveket képviselik a lehető leghevesebben. A beszélő célja az ilyen típusú vita során, hogy ellenfelét támadja, „megüsse” bármilyen áron, minden eszközt kihasználva, nem törődve azzal, hogy éppen tisztességes, igaz, vagy egyáltalán észszerű-e az, amit mond ennek elérése érdekében. Éppen ezért a veszekedések során jellegzetesen fellépő érvelési hiba, az ad hominem típusú érvelési hiba. Pontosabban azok az érvelések, melyek során a másik álláspontjának, érvelésének támadása helyett, magát a személyt támadják meg. Például annak érveit a személyes tulajdonságai vagy cselekedetei miatt nem tartja elfogadhatónak.

A veszekedések a viták legalacsonyabb szintjét képviselik. Az érvelési szabályok részben pont azt igyekeznek megakadályozni, hogy az érvelés egy személyes viszálykodásba csapjon át. Ennek oka, hogy a veszekedés sokszor mutat hibás érveléseket, túlságosan heves érzelmeket, téves következtetések sokaságát, személyeskedő támadásokat és jellegzetesen egyoldalú kritikát, amelyek racionális típusú érvelések esetében mindenképpen kerülendőek.

A veszekedések egyik gyakori esete, amikor például a munkahelyen felbosszantott, vagy éppen csak kimerült ember, végül otthonában jelentéktelen semmiségek miatt lesz aránytalanul agresszív a körülötte élőkkel.

### A racionális (érvelő) vita
Ebben az esetben a vitázó felek eltérő állásponttal rendelkeznek, melyet meggyőző érvek segítségével akarnak egymással elfogadtatni. A másik meggyőzése közösen elfogadott bizonyítékok alapján történik. Általában úgy gondoljuk, hogy a racionális vita esetében a másik meggyőzése a cél; partnerünk álláspontjának kritizálása, a sajátunknak pedig a bebizonyítása. A másik álláspontjának megváltoztatása, vagy a vita végére kialakuló konszenzus nem feltétele az eredményes vitának. Mivel a racionális vita célja nem egymás meggyőzése, hanem az igazság, helyes álláspont kiderítése. 
Ennek a vitatípusnak a legnagyobb veszélye, hogy mivel a vita részvevői szabadon dönthetik el, hogy mit fogadnak el bizonyítéknak, sokszor ezek a bizonyítékok akár irracionálisak is lehetnek, ám felhasználhatják, ha közösen ebben megegyeztek.
Ám az tényt leszögezhetjük, hogy tiszta racionális vita, mint olyan nem létezik. Ugyanis racionális vita során felmerül az érzelmi és érdekkonfliktus, és a rivalizálás.
	A racionális vita egyik típusa a tudományos (tényfeltáró) vita. Ebben a vitatípusban a felek (az előzővel ellentétben) csak olyan állításokat vehetnek kiindulópontként, melyek az adott tudományágat tekintve jól megalapozottak, megbízható tudásnak számítanak. A cél, hogy a partnerek egymás gondolatairól kiderítsék, hogy valóban tudományosan elfogadható tudásról van-e szó. 

#### A racionális vita 10 normája, szabálya
Ezen normák betartásakor beszélhetünk arról, hogy sikeresen teljesült a racionális vita.
1. A szólás szabadsága: A vitapartnerek nem akadályozhatják egymást álláspontjuk ismertetésében, vagy kétségeik kifejtésében.
2. A bizonyítás terhe: Az álláspontot előterjesztőnek minden esetben meg kell védenie az elképzelését.
3. Álláspontok: Az álláspontot támadó félnek azt az álláspontot kell támadnia, amelyet a másik fél valóban képvisel.
4. Relevancia: A védekező fél a támadáskor csak olyan érveket sorakoztathat föl, amelyek valóban kapcsolódnak eredeti álláspontjához.
5. Kimondatlan premisszák: A támadó fél nem tulajdoníthat olyan kimondatlan premisszát a vitapartnerének, ami mellett az nem köteleződött el.
6. Kiindulópontok: A feleknek nem szabad hamisan elfogadott kiindulópontnak beállítania egy premisszát, sem pedig hamisan tagadnia, hogy egy premissza elfogadott kiindulópont, ha egyszer mindketten elismerték kiindulópontként.
7. Érvelési sémák: Az álláspont nem tekinthető megvédettnek, ha ez a védelem nem a megfelelő érvelési sémával történt.
8. Logikai érvényesség: Csak olyan érveket használhatunk, amelyek logikailag érvényesek, vagy azzá tehetők.
9. A vita lezárása: A védőnek fel kell adnia álláspontját, ha nem tudta kellően megvédenie azt.
10. Nyelvhasználat: A felek nem fogalmazhatnak homályosan, kétértelműen, és a másik fél megfogalmazásait hűen és pontosan kell visszaadniuk.

Ha a vita résztvevői a racionális vita egy- egy normáját megszegik, ezek érvelési hibának számítanak. Ám ha a normaszegés az egész vitára vonatkozik, akkor úgy tűnik, mintha racionális vitát folytatna a két fél, ám csak látszatvitáról beszélhetünk.

### A racionális vita nyelve
A nem megfelelő nyelvhasználat előidézheti azt, hogy a vita megváltozzon, és kevésbe lesz racionális vita. Ekkor a vita inkább személyek konfliktusává alakul át. Hogy ezt elkerüljük, oda kell figyelni a következőkre:
1. Álláspontok azonosítására: Ha vitában végig az „én álláspontom” áll szemben a „te álláspontoddal”, akkor nem az fog számítani, hogy mi az igazság, hanem, hogy én nyerek vagy te.
2. Álláspontok elfogadásának és elutasításának jellemzésére: Konfliktus alakulhat ki abból a véleménynyilvánításból, amikor a saját álláspontunkat pozitívan értékeljük, vitapartnerünkét pedig negatívan.

## Formális jellegű viták

### Üzleti tárgyalás
A tárgyalás típusú vita alapja a vitafelek érdekei közti ellentét. A tárgyalás során a felek számára elfogadható kompromisszum kidolgozása a cél, melyet alkudozás által érnek el. A tárgyaló partnerek nem egy állítás igazsága mellett, vagy ellen érvelnek, nem céljuk az objektivitás, vagy a semlegesség, hanem az hogy a lehető legnagyobb nyereséget érjék el, jó üzletet kössenek. A vita akkor eredményes, ha megszületik a megegyezés. A tárgyalás típusától függően különböző tárgyalási stílusokat és technikákat követel meg.
A tárgyalás szakaszai:
- Felkészülés: a tárgyalás céljának meghatározása, stratégia választása, erősségek, lehetőségek meghatározása.
- Kapcsolatfelvétel: általában telefonon, vagy írásban (e-mail, levél), téma meghatározása, találkozó megbeszélése.
- Találkozás, első pillanatok: első benyomás kialakítása, a tárgyalás helyzetének előkészítése.
- Feltáró szakasz: a tárgyalás keretének, szerkezetének, céljának pontosítása, a megfelelő információk hozzáférhetőségének biztosítása.
- Érdemi tárgyalás: ajánlat tétel, érdekegyeztetés, alkudozás.
- Tárgyalás lezárása: a megegyezés rögzítése, búcsú.

### Törvényszéki tárgyalás
A törvényszéki tárgyalás a főbb vita típusok egyike. Ebben a vitatípusban a felek közötti  vita megoldásában a harmadik fél dönt (törvényszéki tárgyalás esetében ez a bíró, vagy az esküdtszék). A vitában szereplő felek feladata a harmadik fél meggyőzése saját igazukról. A vita menete szabályozott, elrendelt keretek között folyik. A törvényszéki tárgyalás is játszma, cél a különböző felek valamelyikének elérni érdekeit. Ehhez a felek stratégiákat alkalmaznak, különféle eszközökkel. Alacsonyabb szinteken a cél a felek érdekvédelme, magasabb szinteken már a személyes szabadság kérdése áll fenn. A vita eldöntésének menetében hangsúlyos szerepe van a tanúknak is. 

#### Eszközök
Gyakorta a racionális érvek mellett az emocionális érvek is megjelennek. Gyakran élnek a felek a pszichológiai nyomás, a manipuláció, valamint retorikai és dramaturgiai eszközökkel.
Racionális, mert menete szabályozott, emocionális, mert az érzelmeket nem lehet kizárni belőle, és a személyeskedést sem.

### A tudományos (tényfeltáró) vita
A tudományos vita a racionális vita egyik alesete. A vita alap konfliktusát egy tudományos elmélettel kapcsolatos bizonyítás hiánya adja, ezért a racionális vitával szemben a vita során nem elegendő bármilyen, a két fél által elfogadott állításokkal érvelni, hanem a vitapartnerek csak az adott tudományág kritériumai által elfogadott, megfelelő bizonyítékokra épült, megbízható előfeltételezésekből indulhatnak ki. A tudományos vita célja, a felmerült hipotézis tudományos alátámasztása vagy cáfolása.

#### A tudományos viták típusai, Marcelo Dascal tipológiája szerint
Marcelo Dascal a tudományos viták típusait három részre osztotta: 
- Megbeszélés (discussion): Jól körül határolt téma vagy probléma megoldását kísérli meg, valamilyen hiba kiküszöbölése által.
- Polémikus vita (dispute):A vitában részt vevő felek eltérően gondolkoznak arról, hogyan oldható meg a vita, az ellentét a tudományos módszerek vagy preferenciák különbségéből származik, lehetetlenné teszik a közös megoldást.
- Kontroverzia (controversy): Egy jól körülírható probléma kapcsán sor kerül nagyobb horderejű kérdések megvitatására is. Általában a tudományos életben a kontroverzia-jellegű viták a legtermékenyebbek, és nagyban elő tudják mozdítani a kérdéses tudásterület fejlődését.

#### Dialektika -
A dialektika (görög διαλεκτική) szó jelentése: vitatkozás, vitakészség, érvelés. Eredetileg a beszélgetés és társalgás mestersége, a Hét szabad művészet egyike.

## Formális viták

### Oxford típusú vita
Az Oxford típusú vita egyike a világszerte ismert formalizált vitastílusoknak. Az eredet 1823-ra nyúlik vissza, amikor megalapították Oxfordban az egyetemi klubok egyikeként az Oxford Uniont. 